# Kristin Glosimot Kjelsberg
Kristin Glosimot Kjelsberg, född 7 november 1959, är en före detta norsk handbollsspelare, niometersspelare.

## Klubblagsspel
Kristin Glosimot Kjelsberg var aktiv i Bækkelagets SK till 1985, därefter spelade hon ett par säsonger i Kraby/Starum-73. Hon representerade klubben Bækkelagets SK 1984, när laget blev norska seriemästare det året. Hon vann skytteligan i Eliteserien samma år.

## Landslagsspel
Kristin Glosimot Kjelsberg deltog i VM 1982 där Norge kom på sjunde plats. Hon var skadad under långa perioder. Hon spelade 112 landskamper och lade 371 mål for Norges landslag från oktober 1978 till december 1983.